# چارلز استیونسون
چارلز استیونسون (انگلیسی: Charles Stevenson؛ ‏ ۱۳ اکتبر ۱۸۸۷ – ۴ ژوئیهٔ ۱۹۴۳) بازیگر اهل ایالات متحده آمریکا بود.

## گزیده فیلم‌شناسی
- شیخ اعرابی
- حکم، گشنیز است
- لوک، جعل‌کننده هویت
- لوک اموال چپاول‌شده را پیدا می‌کند
- لوک، فراهم‌کننده بیمار
- لوک، راننده تاکسی
- آتش‌بازی‌های ناکام لوک
- لوک و اسب‌های مسابقه
- لوک، گلادیاتور
- خواب پراکنده لوک
- لوک و پریان دریا
- لوک به نیروی دریایی می‌پیوندد
- لوک به تفرجگاه می‌رود
- کودک گمشده لوک
- اخبار جانانه لوک
- لوک، فال‌بین
- زندگی باشگاهی پرشتاب لوک
- نابسامانی سینمایی لوک
- آماده‌سازی‌های لوک برای آماده بودن
- لوک با بی‌ملاحظگی رفتار می‌کند
- اختلاط اجتماعی لوک
- لوک پیروز می‌شود
- خودروی قراضه و خطرناک لوک
- لوک و دردسرهای رستوران
- لوک خوشگل‌ها را دید می‌زند
- بدل لوک
- لوک تنها، بیمارانش را از دست می‌دهد
- زنان سرکش لوک تنها
- لوک تنها، پیک
- ماه عسل لوک تنها
- لوک تنها در تین کن الی
- زندگی پر جنب‌وجوش لوک تنها
- لوک دل لیدی فیر را می‌رباید
- لوک تنها، وکیل مدافع
- آزادی از دست‌رفته لوک
- صبر کن! لوک! گوش کن!
- عشق، خنده و هیجان
- تنها پدرش
- آتش‌نشانان
- دِین خود را ادا کن
- رأی‌ها را بشمارید
- پول کاغذی
- حکمران و پیروانش
- شاهزاده
- فقط همسایه و بس
- یک روز ناگوار
- پرده را بالا بزن
- تحت تعقیب – ۵٬۰۰۰ دلار
- دو نفر در جنب و جوش
- از پدر بپرس
- مشغله ذهنی
- یک عاشقانه اوزارک
- آیا کلاهبرداران دغل‌کار هستند؟
- جایی در ترکیه
- بگیرش، گردن‌کلفت!
- گاسی دو لول
- جوانک مهارنشدنی
- عروس و دلتنگی
- بیرون کردن میکروب‌ها از آلمان
- سلام!
- خودشه
- یک زندگی پرهیجان
- همرنگ جماعت شو
- رِند شهری
- با عجله
- اطلاع محرمانه
- شماره تلفن، لطفاً؟
- پیاده شو و درستش کن
- ارتفاع و سرگیجه
- یک وسترن شرقی
- ارواح جن‌زده
- دکتر جک
- یا همین حالا یا هیچ‌وقت
- هرگز سست نشو
- دزدزده
- تب بهاری
- پسر مامان‌بزرگ
- هارولد لوید به دانشگاه می‌رود
- استادهای آمریکایی
- زندگی ناگوار نیست؟
- جناب اعلیحضرت حقه‌باز
- همسرم باش
- بچه‌های ناخدا کید
- دست به دهان
- دردسر برادوی
- از لارامی به لندن
- از یک قماش
- ما هرگز نمی‌خوابیم
- مردی که دریانورد شد
- تحت لوای مستی
- بکش یا شفا بده
- گاز و هوا
- سفارش‌های مختصر
- همه سرنشینان
- مردی گرداگرد شهر
- حقیقت تمام و کمال
- ماسه‌های سوزان
- مخمصه
- ایمنی آخر از همه!
- خجالتی